# Internationale CdFSE
Az Internationale Club de Football SE, röviden Internationale CdFSE egy 1995-ben alapított magyar labdarúgóklub. Székhelye Budapest IX. kerületében található.

## Játékoskeret
2015. július 28-ai állapot szerint.
| No. |                    | Poszt | Játékos            |
| --- | ------------------ | ----- | ------------------ |
| 2   | Kamerun            |       | Sebastian Egbela   |
| 4   | Nigéria            |       | Njoku Aguguom      |
| 7   | Franciaország      |       | Lunzitisa Queson   |
| 10  | Kamerun            |       | Zome Louis Rene    |
| 15  | Egyesült Királyság |       | Gbo Gbagbo Mandela |
| 16  | Franciaország      |       | Giwa Olekunle      |
| 17  |                    |       | Fofana Sekou       |
|     | Nigéria            |       | Samson Emmanuel    |
|     | Nigéria            |       | Umooh Toni         |

| No. |         | Poszt | Játékos          |
| --- | ------- | ----- | ---------------- |
|     | Nigéria |       | Ikele Samuel     |
|     | Libanon |       | Essel Christian  |
|     | Nigéria |       | Iyiegbu Chigozie |
|     | Nigéria |       | Ndubeze Nwosu    |
|     | Nigéria |       | Kingsley Edo     |
|     | Nigéria |       | Johnbull Uche    |
|     | Nigéria |       | Moses Nelson     |
|     | Nigéria |       | John Paul        |
|     | Nigéria |       | Enefiok Francis  |

## Sikerek
Budapesti labdarúgó-bajnokság (másodosztály)
- Bajnok: 2014-15
- Ezüstérmes: 2012-13
- Bronzérmes: 2009-10, 2011-12